# Peter Carleton
Peter Carleton (* 19. September 1755 in Haverhill, Essex County, Province of Massachusetts Bay; † 29. April 1828 in Landaff, New Hampshire) war ein US-amerikanischer Politiker. Zwischen 1807 und 1809 vertrat er den Bundesstaat New Hampshire im US-Repräsentantenhaus.

## Werdegang
Peter Carleton besuchte die öffentlichen Schulen seiner Heimat und arbeitete danach in der Landwirtschaft. Während des Unabhängigkeitskrieges war er Soldat in einem Regiment aus Massachusetts. Um das Jahr 1789 zog Carleton nach Landaff in New Hampshire. In seinem neuen Heimatstaat war er im Jahr 1790 Delegierter einer Versammlung zur Überarbeitung der Staatsverfassung.
Carleton war Mitglied der von Thomas Jefferson gegründeten Demokratisch-Republikanischen Partei. In den Jahren 1803 und 1804 war er Abgeordneter im Repräsentantenhaus von New Hampshire, von 1806 bis 1807 gehörte er dem Staatssenat an. Bei den Kongresswahlen des Jahres 1806, die staatsweit abgehalten wurden, wurde Carleton für das erste Abgeordnetenmandat von New Hampshire in das US-Repräsentantenhaus in Washington, D.C. gewählt. Dort trat er am 4. März 1807 die Nachfolge von Silas Betton von der Föderalistischen Partei an. Bis zum 3. März 1809 absolvierte er eine Legislaturperiode im Kongress.
Nach dem Ende seiner Zeit im Kongress ist Peter Carleton politisch nicht mehr in Erscheinung getreten. Er starb im April 1828 in Landaff und wurde dort auch beigesetzt.